# Lobaederus
Lobaederus is een geslacht van kevers uit de familie  
kniptorren (Elateridae).
Het geslacht is voor het eerst wetenschappelijk beschreven in 1831 door Guérin-Méneville.

## Soorten
Het geslacht omvat de volgende soorten:
- Lobaederus appendiculatus Perty, 1830
- Lobaederus fleutiauxi (Lesne, 1940)
- Lobaederus luederwaldti Carmago-Andrade, 1935
- Lobaederus monilicornis Guérin-Méneville, 1831